# Harold Daniell
Harold Daniell (20 de octubre de 1909-19 de enero de 1967) fue un piloto británico tanto de motociclismo como de automovilismo, que compitió en la década de los 30 y 40 principalmente.

## Biografía
Harold Daniell y George Rowley pilotaron con la superpotente AJS V4 en la TT Isla de Man de 1936, pero a pesar de su velocidad, ambos se retiraron por problemas mecánicos.
En la TT Isla de Man de 1938' Daniell completó su primera vuelta por debajo de los 25 minutos en la Senior TT, un récord que permanecería imbatido durante 12 años. Ganaría batiendo a Stanley Woods por tan solo 14 segundos. En esa época también consiguió victorias en Gran Premio de Alemania (1937), Gran Premio de Suiza (1938 y 1948), Gran Premio de Bélgica (1947)
Daniell comenzó a competir en el Campeonato del Mundo de 1949 con una Norton de 500cc y acabó sexto en la clasificación general con 17 puntos. Ese mismo año ganó la Senior TT de la Isla de Man y acabó quinto en la Junior TT. Su vivtoria en Senior TT le convirtió en el primer ganador de una carrera del Mundial en la cilindrada de 500cc. Después de retirarse, regentó una tienda de motocicletas Norton en Londres.

## Estadísticas
| Posición | 1 | 2 | 3 | 4 | 5 | 6 |
| Puntos   | 8 | 6 | 4 | 3 | 2 | 1 |

(carreras en cursiva indica vuelta rápida)
| Año  | Clase | Moto   | 1     | 2       | 3       | 4     | 5       | 6      | Pts | Pos  |
| ---- | ----- | ------ | ----- | ------- | ------- | ----- | ------- | ------ | --- | ---- |
| 1949 | 350cc | Norton | IOM 4 | SUI 10  | NED Ret | BEL - | ULS -   |        | 6   | 12.º |
| 1949 | 500cc | Norton | IOM 1 | SUI 3   | NED 6   | BEL 7 | ULS Ret | NAT -  | 17  | 6.º  |
| 1950 | 350cc | Norton | IOM 3 | BEL 6   | NED -   | SUI 9 | ULS 6   | NAT -  | 6   | 8.º  |
| 1950 | 500cc | Norton | IOM 5 | BEL Ret | NED Ret | SUI 5 | ULS -   | NAT 10 | 4   | 12.º |